# K. Gunn McKay
Koln Gunn McKay, född 23 februari 1925 i Ogden i Utah, död 6 oktober 2000 i Huntsville i Utah, var en amerikansk demokratisk politiker. Han var ledamot av USA:s representanthus 1971–1981.
McKay tjänstgjorde i USA:s kustbevakning 1943–1946, studerade vid Weber College 1958–1960 och utexaminerades 1962 från Utah State University. År 1971 efterträdde han Laurence J. Burton som kongressledamot och efterträddes 1981 av James V. Hansen.
Inom mormonkyrkan innehade han olika befattningar, bland annat stavspatriark och stavspresident. Missionär hade han varit i Singapore, Pakistan, Malaysia, Kenya och Skottland. McKay avled i cancer och gravsattes på Huntsville Cemetery i Huntsville.